# یواس‌اس سابل‌فیش (اس‌اس-۳۰۳)
یواس‌اس سابل‌فیش (اس‌اس-۳۰۳) (به انگلیسی: USS Sablefish (SS-303)) یک زیردریایی بود که طول آن ۳۱۱ فوت ۸ اینچ (۹۵٫۰۰ متر) بود. این زیردریایی در سال ۱۹۴۴ ساخته شد.